# Glaucophyta
Glaucophyta vormen een stam binnen de supergroep Archaeplastida, waarvan de soorten voorkomen in zoet water, maar worden zelden waargenomen. Ze zijn coccoïed (bolvormig cellen) en komen voor in losse kolonies, die gevormd zijn door de blijvende celwanden van de moedercellen die optreden volgend op de celdeling. Wanneer ze beweeglijke cellen vormen, zijn de flagellen heterodynamisch en bedekt met mastigonemata. De basis van het flagellaire apparaat is verbonden met een meerlagige structuur ("MLS") en gekruiste flagellaire wortels, kenmerken die ook in verband worden gebracht met de Prasinophyta (in de Viridiplantae).
Glaucophyta zijn duidelijk blauw-groen en hun plastiden behouden gelijkenis met de primaire cyanobacteriële endosymbiont, die niet voorkomt in andere taxa (behalve een niet-verwante euglyphide amoebe of Cyanomonas). Omdat de endosymbiont steeds een dunne mureïnewand heeft en verwant zijn aan cyanobacteriën worden de plastiden meestal cyanellen genoemd. Ze hebben zakvormige structuren onder de celwand, die mogelijk vergeleken kunnen worden met alveoli van de Alveolatae.
De Glaucophyta worden gekenmerkt door:
- 2 ongelijke flagellen met schubben of haren; inplanting van de flagellen is beneden de top van de cel.
- cellen zijn bedekt met alveoli.
- chloroplast hebben de thylakoïden in concentrische lagen rond de buitenkant van de cel, maar niet gestapeld; de wand van de endosymbiont bevat mureïne.
- pigmenten: alleen chlorofyl a; caroteen, xanthofyl, en fycobilinen in fycobilisomen.
- reservestoffen: polysacharide is zetmeel, dat gevormd wordt buiten de chloroplast.

bruinwieren (Phaeophyta) · kranswieren (Charophyta) · Chlorarachniophyta · Cryptomonadae = Cryptophyta · Cyanidiophyta · diatomeeën (Bacillariophyta) · dinoflagellaten (Dinoflagellata) · Euglenozoa = Euglenoida · Glaucophyta · goudwieren (Chrysophyta) · groenwieren (Chlorophyta) · Haptomonadae = Haptophyta = Prymnesiophyta · Picobiliphyta · Prasinophyta · roodwieren (Rhodophyta) · Xanthophyta